# Мария Тертер
Мария Тертер (вероятно Мария Яковлевна Светославна-Асенина) е българска царица, първа съпруга на цар Георги I Тертер и майка на цар Теодор Светослав.

## Биография

### Произход
Все още няма категорични данни за произхода на царица Мария. Според историка Пламен Павлов Мария произхожда от царския род на Асеневци. Като доказателство той изтъква думите на Георги Пахимер, че Георги Тертер се е стремял „...към царско достойнство...“ още преди брака си с Кира-Мария, а единственият начин да го получи е да се сроди с царската фамилия посредством брак с някоя потомка на Иван Асен II. Изхождайки от втората част на името на сина ѝ, Светослав, което през 13 век не е много разпространено сред българите за разлика от именната традиция на русите, историкът изказва предположението, че Мария е дъщеря на руския княз Яков Светослав, който е бил женен за внучка на Иван Асен II, и че Теодор Светослав е кръстен на дядо си. Според Пламен Павлов на това се дължи и фактът, че след смъртта на Яков Светослав своеобразен водач на българското болярство става именно Георги I Тертер.
| „ | Ако тези разсъждения са верни, то Мария също би трябвало да е Асенина, което е „липсващото звено“ между Тертеровци и Асеневци. | “ |

### Брак
През 1279 г. Георги I Тертер се жени повторно за Кира-Мария, сестра на цар Иван Асен III, a Мария и синът ѝ Теодор Светослав са изпратени в Цариград. След като през 1280 г. Георги I Тертер се възкачва на българския престол, той среща категоричния отказ на българския патриарх Йоаким III да признае втория брак на царя за законен. Патриархът дори заплашва Георги I с отлъчване от църквата и не го допуска в храмовете. Царят е принуден да отстъпи пред главата на Българската църква. След проведени преговори между България и Византия се стига до уговорката Мария и Теодор Светослав да бъдат разменени с непризнатата втора съпруга на царя, и те се завръщат в Търново, а Кира-Мария е изпратена обратно в Константинопол. След завръщането си в Търново Мария е коронована за законна царица на българите.

## Потомство
От Георги I Тертер Мария има три деца:
- Тодор Светослав, български цар († 1321)
- Анна Тертер († сл. 1304), 1284 г. кралица на Сърбия
- Дъщеря, 1285 г. съпруга на татарина Чака